# Remco van Wijk
Remco van Wijk (ur. 8 października 1972 w Bredzie) – holenderski hokeista na trawie. Dwukrotny złoty medalista olimpijski.
W reprezentacji Holandii debiutował w 1993. Brał udział w dwóch igrzyskach (IO 96, IO 00), na obu zdobywał złote medale. Z kadrą brał udział m.in. w mistrzostwach świata w 1998 (tytuł mistrzowski), 2002 (brąz) oraz kilku turniejach Champions Trophy. W 242 spotkaniach zdobył 63 bramki. Pracuje jako trener.